# Vladimír Poštulka
Vladimír Poštulka (29. dubna 1943 Ostrava – 1. května 2019 Praha) byl český textař, spisovatel a gurmet-kritik. Byl autorem textů k mnoha písničkám, ale také hodnotitelem jídla.

## Životopis
Z rodné Ostravy odešel po maturitě do Prahy, kde vystřídal řadu zaměstnání, publikoval své básně v časopisech, potom absolvoval FAMU, obor scenáristika a dramaturgie, jeho profesory byli Milan Kundera a Vladimír Bor.  V roce 1968 začal psát texty k písničkám, především pro divadlo Apollo (Petr Spálený, Yvonne Přenosilová) a brněnské nebo ostravské zpěváky (Jiří Štědroň, sourozenci Hana a Petr Ulrychovi, Martha a Tena Elefteriadu, Hana Zagorová, Věra Špinarová, Marie Rottrová), později pro zpěváky divadla Semafor (Pavel Bobek, Naďa Urbánková, Jana Robbová, Valérie Čižmárová, Miluše Voborníková) a některé další interprety, především pro Helenu Vondráčkovou a Martu Kubišovou.
Mezi nejznámější písně s jeho texty patří Sladké mámení, Veď mě dál cesto má, Nedělní ráno, Nechoď do kláštera, Bludička Julie, Gwendolýna, Měli jsme se potkat dřív, S tím bláznem si nic nezačínej, Táňo nashledanou, Pojď stoupat jak dým, Pojď dál a zpívej, Muž na konci světa, Léta letí, Sopka, Proč přicházíš tak pozdě lásko.
Autor divadelních her (Děti noci, Dynamit, O princezně loupežnici) a filmových scénářů (Evžen mezi námi, Všechno nebo nic, AEIOU). V roce 2006 získal za Blues pro Stalina druhé místo v soutěži Cena Sazky o nejlepší zatím nerealizovaný scénář, která se uděluje v rámci výročních filmových cen Český lev.
Autor knihy Dějiny pornografie v datech (2007). Jako spisovatel debutoval v roce 1979 novelou Nemluvme o tom. V roce 2004 vydal román Půdorys harému. V roce 2008 vyšel jeho román Blues pro Stalina.
Jako publicista působil nejprve v týdeníku Story, který společně s Halinou Pawlowskou založil. Potom společně s Magdalenou Dietlovou založil měsíčník Xantypa.
Od roku 1991 se profesionálně věnoval kulinářské publicistice. V roce 1997 založil a řídil měsíčník Labužník, byl autorem a moderátorem televizního cyklu Vaříme česky a rozhlasového cyklu Labužníkův lexikon. Vydal knihy Labužníkův lexikon a 100 nejslavnějších receptů světa, byl spoluautorem knihy Jak hubne labužník (společně s Dr. V. Kunovou). Měl od roku 2002 pravidelnou rubriku Zápisník labužníka v týdeníku Instinkt. Od září 2006 do srpna 2008 pravidelně hodnotil úroveň pražských restaurací jednou týdně v deníku Pražský deník. Od března 2007 do září 2008 byl každý týden autorem rubriky S labužníkem v kuchyni v Lidových novinách. Od října 2006 byl externím hodnotitelem německého prestižního gourmet-magazinu
Der Feinschmecker, stal se tedy prvním českým gourmet-kritikem na evropské úrovni. V roce 2011 vyšla kniha Labužníkovy historky s podtitulem 66 příběhů z kulinářské historie.
V období 1990–1999 se věnoval také veřejné činnosti, především tvorbě nových zákonů týkajících se autorského práva. Od roku 1991 pracoval ve výboru Ochranného svazu autorského, dva roky byl místopředsedou a výrazně se podílel na reformě této organizace. Několik let byl rovněž předsedou Svazu autorů a interpretů. Na konci devadesátých let byl předsedou Rady Českého rozhlasu.
Vladimír Poštulka si 30. prosince 2018 přivodil pádem úraz hlavy a upadl do kómatu. Zemřel ve věku 76 let 1. května 2019 v nemocnici Na Františku v Praze.

## Ocenění
Jeho román Hřbitovní kvítí na smetaně (2014) získal Cenu Josefa Škvoreckého.